# Giacomo Possamai
Giacomo Possamai (Vicenza, 9 febbraio 1990) è un politico italiano, sindaco di Vicenza dal 30 maggio 2023.

## Biografia
Figlio del giornalista Paolo Possamai e di Valeria Stocchiero, è il maggiore di sei figli. Conseguita la maturità classica al Liceo "Antonio Pigafetta" nel 2009, si è laureato in giurisprudenza nel 2015 all'Alma Mater Studiorum di Bologna. Ha praticato atletica leggera ed è un tifoso del L.R. Vicenza.

### Attività politica
Dal 2012 al 2016 è stato il vice-segretario nazionale dei Giovani Democratici, l'organizzazione giovanile del Partito Democratico, mentre dal 2013 al 2018 è stato consigliere comunale, capogruppo del PD in consiglio e consigliere delegato alle politiche giovanili presso il Comune di Vicenza durante la seconda giunta di Achille Variati.
Tra l'ottobre e il novembre del 2012 ha partecipato alla campagna elettorale di Barack Obama all'interno del Comitato Elettorale di Filadelfia, con ruoli di comunicazione e di gestione dei dati.
Dal 2016 al 2017 ha svolto pratica forense.
Nel 2017 si candida alle elezioni primarie del centro-sinistra per la scelta del candidato sindaco di Vicenza in vista delle amministrative del 2018, ma viene sconfitto da Otello Dalla Rosa (che tuttavia alle elezioni verrà sconfitto dal candidato di centro-destra Francesco Rucco).
Alle elezioni regionali in Veneto del 2020 viene eletto Consigliere Regionale, nella circoscrizione provinciale di Vicenza, con oltre 11 000 preferenze, risultando essere il consigliere regionale di minoranza più votato (e il secondo in assoluto, dopo l'esponente della Lega Roberto Marcato) e diventa Capogruppo PD in Consiglio e leader dell'opposizione.
Alle elezioni primarie del PD del 2023 sostiene la mozione di Stefano Bonaccini, presidente della Regione Emilia-Romagna dal 22 dicembre 2014, facendo parte del suo comitato promotore.

#### Sindaco di Vicenza
Il 14 gennaio 2023 annuncia la sua candidatura a sindaco del capoluogo berico in vista delle amministrative 2023, che al primo turno si attesta al 46,23% sul sindaco uscente Francesco Rucco, fermo al 44,06%; al ballottaggio risulterà poi vincitore con il 50,54% dei voti. Diventa quindi sindaco di Vicenza a 33 anni, risultando il più giovane primo cittadino della storia della città.